# Una familia con suerte
Una familia con suerte é uma telenovela mexicana produzida por Juan Osorio para a Televisa e exibida pelo Canal de las Estrellas entre 14 de fevereiro de 2011 a 19 de fevereiro de 2012, substituindo Llena de amor e antecedendo Por ella soy Eva, em 265 capítulos.
É uma versão da telenovela argentina Los Roldán, produzida pela Telefe em 2004.
É protagonizada por Arath de la Torre, Mayrín Villanueva e Luz Elena González; antagonizada por Daniela Castro, Sergio Sendel, Claudia Godínez, Cecilia Galliano e pelos primeiros atores Enrique Rocha e María Rubio. Conta também com atuações estelares de Alicia Machado, Julio Bracho, Pedro Moreno e dos primeiros atores Alicia Rodríguez e Eugenio Cobo.

## Sinopse
Fernanda Peñaloza (Alicia Rodríguez) recebe a notícia que tem câncer e toma a decisão de se suicidar. Quando está a ponto de atirar-se de uma ponte, Pancho López (Arath de la Torre), um vendedor de verduras, lhe diz que a vida é bela e há que lutar por ela todos os dias. A convence e a convida a subir em sua caminhonete, que chama de "A Burra".
Pancho López é um homem humilde, cheio de valores e com uma inteligência natural para os negócios, ajuda a quem o necessita e acredita na família. Pensa que ter muito dinheiro acarreta muitos problemas.
Fernanda conhece os quatro filhos de Pancho: Lupita (Alejandra García) é a filha consentida, uma jovem amorosa que herdou de seu pai o amor pelo serviço social. Ana Isabel (Sherlyn) é amante da música e não toma consciência de que é bonita; às vezes sente que seu pai gosta mais de Lupita do que dela. Temo (Daniel Arévalo) é o pequeno da família. Quando ele nasceu, Laurita (Ana Bárbara), a esposa de Pancho, morreu ao dar a luz; o criou Chela (Luz Elena González), cunhada de Pancho; ela se fez cargo da família quando sua irmã faleceu. Chela guarda um segredo: seu único amor na vida tem sido Pancho.
Pepe López (Pablo Lyle) é o filho mais velho de Pancho. É audaz, aprendiz de mecânico e gosta de pilotar automóveis, por isto se relaciona com pessoas de diferentes estatutos sociais. Conhece Mónica Rinaldi (Violeta Isfel), uma jovem rica, que é namorada de Freddy Irabién (Juan Diego Covarrubias). Eles se convertem em rivais, não só nas corridas, e sim também no amor por Mónica.
Candy (Alicia Machado) é irmã de Pancho. É bonita e se sente uma diva; expõe sua beleza exuberante para que todos os homens do bairro a admirem.
Pancho e sua família enfrenta um grave problema: o vencimento da hipoteca. Eles não tem dinheiro para pagar a dívida, e o que mais dói a ele é não poder proteger sua família.
Fernanda valoriza a honestidade e a responsabilidade de Pancho, tudo ao contrário de seu sobrinho Vicente Irabién (Sergio Sendel), um homem convencido e ambicioso, a quem anseia que sua tia morra para ficar com sua fortuna e a presidência da empresa.
Enzzo Rinaldi (Pedro Moreno) quer despejar a família López e aos seus amigos de sua vizinhança. Pancho se vê encurralado, sofre humilhações junto com sua família e não tem mais remédio que aceitar a proposta de Fernanda e converter-se em presidente da empresa de cosméticos.
Rebeca Treviño (Mayrín Villanueva) é uma mulher bonita e inteligente. É ela que assessora Pancho como presidente da empresa. Ela o educará, o ensinará a comportar-se e a tomar determinações no mundo das finanças, e se converterá na rival de Chela.
A família López se muda para a mansão de Fernanda e serão vizinhos da família Irabién: Vicente, Pina (Daniela Castro) e Freddy. Esta mudança trará divertidas situações entre os pobres e os ricos. Pina é uma mulher hipocondríaca, pois seu marido, Vicente, não presta atenção nela e tampouco com seu filho. Ela tem um programa de rádio: "Pina Opina", que serve como terapia. Ela só é acompanhada por sua cadelinha Abelha, a mascota da família. Porém, mais tarde, Popeye, o cachorro dos López, seduz a fina cachorrinha, o qual provoca um conflito entre as famílias. E seguindo os passos de Abelha, Vicente fica encantado da beleza sensual de Candy, e entre eles se dá um tórrido romance cheio de situações engraçadas.
As duas famílias se cruzam em uma série de situações cômicas e emocionantes onde Ana, que odeia a superficialidade, se apaixona de um rapaz superficial, Freddy. E Pina conhecerá a paixão em Tomás (Osvaldo de León), namorado de Lupita, com quem desatará situações excitantes, dando a Pina um fogo novo a sua vida.
Como enfrentarão Pancho e sua família esta mudança de vida sem perder a unidade e os valores? Chegará Pancho solucionar sua vida sentimental? Quem será a eleita de seu coração? Uma família com sorte oferece situações divertidas e românticas que farão rir e viver o sentimento mais belo: o amor.

## Elenco
- Arath de la Torre - Francisco "Pancho" López
- Mayrín Villanueva - Rebeca Treviño
- Luz Elena González - Graciela "Chela" Torres
- Daniela Castro - Josefina "Pina" Arteaga de Irabién
- Sergio Sendel - Vicente "Chente, Vince, Iracheta" Irabién
- Alicia Rodríguez - Fernanda Peñaloza Iturralde
- Alicia Machado - Candelaria "Candela, Candy" de los Ángeles López Fernández
- Julio Bracho - Arnaldo "Arnoldo, Arnold" Vacavieja Flores
- Eugenio Cobo - Dr. Octavio Romero
- Pablo Lyle - José "Pepe" López Torres
- Sherlyn - Ana Isabel "Ojitos" López Torres
- Alejandra García - Guadalupe "Lupita" López Torres
- Daniel Arévalo - Cuauhtémoc "Temo" López Torres
- Violeta Isfel - Mónica "Sirenita" Rinaldi Vargas
- Juan Diego Covarrubias - Alfredo "Freddy" Irabién Arteaga
- Lucas Velázquez - Alejandro "Alex" Obregón
- Daniela Díaz-Ordaz Castro - Melissa "Melly" Ibarrola Espinoza de los Monteros Arteaga
- Osvaldo de León - Tomás Campos
- Jorge Aravena - Sebastián "Sebas" Bravo
- Cecilia Galliano - Violeta Ruiz
- Mariluz Bermúdez - Karina Arizcoreta Limantour
- Claudia Godínez - Elena Campos
- Pedro Moreno - Enzzo Rinaldi Cantoro / Facundo Jiménez Contreras
- María Raquenel - Sandra
- Francisco Vásquez - Isauro "El Chacho" García
- Gustavo Munguía - Aristeo "El Chato" Romero
- Jorge Van Rankin - Nico
- Moisés Suárez - Lamberto
- Helena Guerrero - Adoración
- Haydée Navarra - Gregoria "Goya"
- Ingrid Marie Rivera - Barbara "Barbie" Palacios del Real
- Claudia Bollat - Jesusa "Chucha"
- Noemi Gutti - Celeste
- Alejandra Procuna - Lidia
- Roberto Palazuelos - Michael Anderson "Mike"
- Enrique Rocha - Napoleón "Napo, el mafioso" Villarreal Cárdenas
- Darío Ripoll- Raymundo "Ray, Pelonch"
- Jackie García - Frida Soria
- Norma Herrera - Dona Rebeca "Rebe" Garza de Treviño
- Jesús Moré - Adrián Uriastegui
- Ana Bárbara - Laura "Laurita" Torres de López
- Gloria Izaguirre - Yesenia
- Amairani - Catalina
- René Franco - Ele mesmo
- Laura Flores - Yuyú Arteaga
- María Rubio - Inés de la Borbolla y Ruiz
- Mara Patricia Castañeda - Ela masma
- Alexa Díaz-Ordaz Castro - Ramona
- Rafael Goyri - Augusto
- Alejandra Guzmán - Ela mesma
- Silvia Pinal - Ela mesma
- Luis Couturier - Juiz Gabriel Mendoza
- Armando Araiza - Dr. Armando
- Mercedes Vaughan - Concepción
- Dacia Arcaráz - Ofelia Ávalos
- Mariano Linares - Francisco "Paco" Ávalos
- Salvador Sánchez - Juiz Roberto Jiménez
- Susy-Lu Peña - Midory
- Luis Xavier - Cristian Velázquez
- Claudia Cervantes - Deborah
- Reynaldo Rossano - El Colibrí
- Julio Vega - Franco
- Anel - Fabiana
- Juan Verduzco - Don Julio Treviño
- Pablo Montero - Ele mesmo
- La Guerrera - Ela mesma
- Carlos Gascón - Sergio
- Cassandra Sánchez-Navarro - Salomé
- Maribel Guardia - Isabella "Bela" Ruiz
- Marile Andrade - Ximena
- David Ostrosky - Juiz Ernesto Quesada
- Mario Vanucci - Ele mesmo
- Zaneta Seilerova - Vivian
- Beng Zeng - David "El hacker, Senhor don David" Monteros
- Yurem Rojas - "Colibrí"
- Patricia Reyes Spíndola - Carlota
- Lucero Lander - Diretora da escola de Temo
- Diego Verdaguer - Ele mesmo
- Lucero - Ela mesma

## Audiência
Estreou com uma média de 24.9 pontos. Sua maior audiência é de 27,3 pontos, alcançada em 17 de fevereiro de 2011, e repetida 1 ano depois, em 17 de fevereiro de 2012.
Já sua menor audiência é 14.4 pontos, alcançada em 24 de maio de 2011. Seu último capítulo teve média de 26.1 pontos. Teve média geral de 21 pontos. 

## Versões
- Los Roldán (2004), telenovela argentina protagonizada por Miguel Ángel Rodríguez, Claribel Medina e Andrea Frigerio.
- Los Reyes (2005), telenovela colombiana, protagonizada por Enrique Carriazo, Geraldine Zivic e Jackeline Arenal.
- Los Sánchez (2004), telenovela mexicana, protagonizada por Luis Felipe Tovar, Martha Mariana Castro e Martha Cristiana.
- Fortunato (2007), telenovela chilena, protagonizada por Marcial Tagle, Mariana Loyola e Gloria Münchmeyer.